# Mohammed Dramani Kalilu
Mohammed Dramani Kalilu (ur. 21 października 1972) – ghański piłkarz występujący na pozycji obrońcy.

## Kariera klubowa
W swojej karierze Adjei występował w zespole Hearts of Oak.

## Kariera reprezentacyjna
W reprezentacji Ghany Kalilu nie rozegrał żadnego spotkania. W 1992 roku był za to członkiem reprezentacji U-23, która zdobyła brązowy medal na letnich igrzyskach olimpijskich. Wystąpił na nich w ćwierćfinale z Paragwajem (4:2 po dogrywce) oraz w półfinale z Hiszpanią (0:2).